# Debra Jo Rupp
Debra Jo Rupp (Glendale, 1951. február 24. –) amerikai színésznő és humorista.
Legismertebb alakítása Kitty Forman az Azok a 70-es évek show és az Azok a 90-es évek show című sorozatokban.

## Fiatalkora
Boxfordban nőtt fel a Masconomet Regional High Schoolba járt, ahol 1969-ben érettségizett. Két nővére van, Robin Lee Rupp és Rebecca Louise Rupp.
Mindig is arról álmodott, hogy színésznő lesz, de szülei határozottan ellenezték az ötletet. A New York-i Rochesteri Egyetemre küldték, mert az nem kínált színházi kurzusokat, de az iskola Rupp első évében dráma tanszéket hozott létre. Az egyetemen aktív tagja volt a Drama House-nak, egy kis színházi klubnak. Miután 1974-ben diplomát szerzett, New Yorkba költözött, hogy megkezdje színészi karrierjét.

## Pályafutása
1998-ban szerepelt A végtelen szerelmesei – Az Apolló-program című sorozatban. 2004-ben a Stréber című filmben szerepelt. 2021-ben a WandaVízió című sorozatban szerepelt. 2023-ban az Azok a 90-es évek show című sorozatban szerepelt.

## Filmográfia

### Filmek
| Év   | Magyar cím             | Eredeti cím                                | Szerep                             | Magyar hang        |
| ---- | ---------------------- | ------------------------------------------ | ---------------------------------- | ------------------ |
| 1988 | Segítség, felnőttem!   | Big                                        | Miss Patterson                     |                    |
| 1988 |                        | Robots                                     | R. Jane                            |                    |
| 1992 | Jól áll neki a halál   | Death Becomes Her                          | Pszichiátriai beteg                |                    |
| 1996 | Bilko főtörzs          | Sgt. Bilko                                 | Mrs. Hall                          | Menszátor Magdolna |
| 1997 |                        | MGM Sing-Alongs: Searching for Your Dreams | Lana Lionheart (hang)              |                    |
| 1997 |                        | MGM Sing-Alongs: Having Fun                | Lana Lionheart (hang)              |                    |
| 1997 |                        | MGM Sing-Alongs: Friends                   | Lana Lionheart (hang)              |                    |
| 1997 |                        | MGM Sing-Alongs: Being Happy               | Lana Lionheart (hang)              |                    |
| 1997 | Irodai lányok          | Clockwatchers                              | Barbara                            | Fabó Györgyi       |
| 1998 | Az érzékek borzadalma  | Senseless                                  | Termékenységi klinikai asszisztens |                    |
| 2004 | Stréber                | Teacher's Pet                              | Mrs. Mary Lou Moira (hang)         | Farkasinszky Edit  |
| 2004 | Garfield               | Garfield                                   | Patkány-anyuka (hang)              |                    |
| 2004 |                        | The Act                                    | Rosy Marconi                       |                    |
| 2005 |                        | Lucky 13                                   | Mrs. Baker                         |                    |
| 2006 | Minkey, a kémmajom     | Spymate                                    | Edith                              |                    |
| 2006 | Nagypályás kiskutyák   | Air Buddies                                | Belinda (hang)                     | Szabó Gertrúd      |
| 2007 | Lejárt lemez           | Kickin' It Old Skool                       | Sylvia Schumacher                  | Zsurzs Kati        |
| 2008 |                        | Jackson                                    | Szép hölgy                         |                    |
| 2010 | Túl jó nő a csajom     | She's Out of My League                     | Mrs. Kettner                       | Zsurzs Kati        |
| 2011 | Szellemes kölykök      | Spooky Buddies                             | Zelda (hang)                       |                    |
| 2012 |                        | She Wants Me                               | Ruth Baum                          |                    |
| 2012 |                        | Congratulations                            | Nancy Riley                        |                    |
| 2013 | Szuperebek             | Super Buddies                              | Cow (hang)                         |                    |
| 2014 | Szex a lelke mindennek | The Opposite of Sex                        | Tracy                              | Zsurzs Kati        |
| 2012 |                        | Fair Market Value                          | Carol Coogan                       |                    |
| 2012 |                        | The Social Ones                            | Sheila Berger                      |                    |

### Televíziós szerepek
| Év        | Magyar cím                                 | Eredeti cím                                | Szerep                          | Megjegyzések                               |
| --------- | ------------------------------------------ | ------------------------------------------ | ------------------------------- | ------------------------------------------ |
| 1987      |                                            | Spenser: For Hire                          | Helen                           | 1 epizód                                   |
| 1987      |                                            | Kate & Allie                               | Játékbolt eladó                 | 1 epizód                                   |
| 1988      |                                            | The Equalizer                              | Marge                           | 1 epizód                                   |
| 1988      |                                            | The Days and Nights of Molly Dodd          | Pincérnő                        | 1 epizód                                   |
| 1989      |                                            | Mothers, Daughters and Lovers              | Lottie                          | tévéfilm                                   |
| 1989      |                                            | Newhart                                    | Irene Sadler                    | 1 epizód                                   |
| 1990      |                                            | Grand                                      | Cheryl Ann                      | 1 epizód                                   |
| 1991      |                                            | Davis Rules                                | Ms. Higgins                     | mellékszereplő                             |
| 1991      |                                            | Civil Wars                                 | Florence Herrigan               | 1 epizód                                   |
| 1991–1994 |                                            | Empty Nest                                 | Danielle / Dr. Simmons / Claire | 3 epizód                                   |
| 1992      | Míg a halál el nem választ                 | A Woman Scorned: The Betty Broderick Story | Alice                           | tévéfilm                                   |
| 1992      |                                            | Blossom                                    | Lucy Robinson                   | 2 epizód                                   |
| 1993      |                                            | Family Matters                             | Miss Connors                    | 1 epizód                                   |
| 1993      |                                            | Evening Shade                              | Mrs. Holloway                   | 1 epizód                                   |
| 1993      | Szolgálatban: Rejtekhely Waco-ban          | In the Line of Duty: Ambush in Waco        | Dorrie                          | tévéfilm                                   |
| 1993      | Furcsa pár: Újra együtt                    | The Odd Couple: Together Again             | A pláza asszisztens menedzsere  | tévéfilm                                   |
| 1993      |                                            | L.A. Law                                   | Gretchen Tomba                  | 1 epizód                                   |
| 1993–1994 |                                            | Phenom                                     | Mary Incarnata nővér            | mellékszereplő                             |
| 1994      |                                            | MacShane: Winner Takes All                 | Alice                           | tévéfilm                                   |
| 1994      | Vadnyugati fejvadász                       | The Adventures of Brisco County, Jr.       | Ms. Plowright                   | 1 epizód                                   |
| 1994      |                                            | MacShane: The Final Roll of the Dice       | Alice                           | tévéfilm                                   |
| 1994      |                                            | Hearts Afire                               | Brenda Swain                    | 2 epizód                                   |
| 1994      | Halálbiztos diagnózis                      | Diagnosis: Murder                          | Dr. Nora Stebbings              | 1 epizód                                   |
| 1995      |                                            | The Office                                 | Beth Avery                      | 6 epizód                                   |
| 1995      | Vészhelyzet                                | ER                                         | Mrs. Dibble                     | 1 epizód                                   |
| 1995      |                                            | If Not for You                             | Eileen                          | mellékszereplő                             |
| 1995      | Idegen tűz                                 | The Invaders                               | Rita                            | 2 epizód magyar hangja Zsurzs Kati         |
| 1995–1996 | Seinfeld                                   | Seinfeld                                   | Katie                           | 2 epizód                                   |
| 1995–1996 |                                            | The Jeff Foxworthy Show                    | Gayle                           | mellékszereplő                             |
| 1996      |                                            | Caroline in the City                       | Melody                          | 1 epizód                                   |
| 1997      |                                            | Crisis Center                              | Marilyn                         | 4 epizód                                   |
| 1997      | Hetedik mennyország                        | 7th Heaven                                 | June McKinley                   | 1 epizód                                   |
| 1997      | Angyali érintés                            | Touched by an Angel                        | Risa Hoigard                    | 1 epizód                                   |
| 1997      |                                            | Over the Top                               | Rose                            | 1 epizód                                   |
| 1998      | A végtelen szerelmesei – Az Apolló-program | From the Earth to the Moon                 | Marilyn See                     | minisorozat                                |
| 1998      |                                            | To Have and To Hold                        | Margaret Jarrod                 | 1 epizód                                   |
| 1998–2006 | Azok a 70-es évek show                     | That '70s Show                             | Kitty Forman                    | főszereplő magyar hangja Kocsis Mariann    |
| 2000–2002 |                                            | Teacher's Pet                              | Ms. Mary Lou Moira (hang)       | mellékszereplő                             |
| 2001      |                                            | The Hughleys                               | Karen Clark                     | 1 epizód                                   |
| 2004      |                                            | The Tracy Morgan Show                      | Ms. Laneworthy                  | 2 epizód                                   |
| 2005      | Robotcsirke                                | Robot Chicken                              | Kitty Forman (hang)             | 1 epizód                                   |
| 2005      |                                            | All My Children                            | Victoria                        | 1 epizód                                   |
| 2006      | Esküdt ellenségek: Különleges ügyosztály   | Law & Order: Special Victims Unit          | Debra Hartnell                  | 1 epizód                                   |
| 2008      |                                            | As the World Turns                         | Edna Winklemeyer                | mellékszereplő                             |
| 2010–2011 | Jobb veled                                 | Better with You                            | Vicky Putney                    | főszereplő magyar hangja Vándor Éva        |
| 2013      | Szívek doktora                             | Hart of Dixie                              | Besty Maynard                   | 1 epizód                                   |
| 2014      |                                            | Cuz-Bros                                   | Merle                           | tévéfilm                                   |
| 2015      |                                            | He's With Me                               | Alice Adams                     | 2 epizód                                   |
| 2016      |                                            | Pearl                                      | DeeDee                          | tévéfilm                                   |
| 2017      | Sherlock és Watson                         | Elementary                                 | Malick                          | 1 epizód                                   |
| 2017      | NCIS: Los Angeles                          | NCIS: Los Angeles                          | Ginger                          | 1 epizód                                   |
| 2017–2018 | Rólunk szól                                | This Is Us                                 | Linda                           | 4 epizód                                   |
| 2017–2020 | A farm                                     | The Ranch                                  | Janice Phillips                 | mellékszereplő                             |
| 2018      |                                            | I Feel Bad                                 | Griff anyja                     | 1 epizód                                   |
| 2019      | A Grace klinika                            | Grey's Anatomy                             | Jo terapeutája                  | 1 epizód                                   |
| 2020      |                                            | At Home with Amy Sedaris                   | Belinda Thornberry              | 1 epizód                                   |
| 2021      | WandaVízió                                 | WandaVision                                | Sharon Davis / "Mrs. Hart"      | mellékszereplő magyar hangja Halász Aranka |
| 2021      | Marvel Studios: Betekintés                 | Marvel Studios: Assembled                  | önmaga                          | 1 epizód                                   |
| 2023–     | Azok a 90-es évek show                     | That '90s Show                             | Kitty Forman                    | főszereplő magyar hangja Rátonyi Hajni     |
| 2024      | Mindvégig Agatha                           | Agatha All Along                           | Sharon Davis                    | főszereplő magyar hangja Halász Aranka     |